# Manfred Hennen
Manfred Hennen (* 19. Oktober 1939 in Berlin-Charlottenburg; † 12. Januar 2018 in Heidenrod) war ein deutscher Soziologe.

## Leben
Von 1959 bis 1966 studierte er Philosophie, Sozial- und Wirtschaftswissenschaften an den Universitäten Mainz und Köln (1966: Diplom-Volkswirt). Von 1968 bis 1973 war er wissenschaftlicher Assistent und wissenschaftlicher Mitarbeiter am Institut für Soziologie der Universität Mainz bei Friedrich Jonas und Friedrich Landwehrmann. Nach der Promotion 1973 zum Dr. phil. in Soziologie und Politikwissenschaft (Philosophiearbeit über Max Webers Rationalitätsbegriff) war er 1974 Gastprofessor an der University of Nebraska. Nach der Habilitation 1986 in Soziologie (Soziale Motivation und paradoxe Handlungsfolgen) war er von 1990 bis 2002 Vertrauensdozent der Studienstiftung des deutschen Volkes. Seit 1992 war er außerplanmäßiger Professor am Institut für Soziologie der Universität Mainz (1992–1999 – Leiter des Modellprojektes zur Förderung von Studium und Lehre der Johannes Gutenberg-Universität Mainz/1999–2002 – Leiter des „Zentrums für Qualitätssicherung und -entwicklung“/2002–2006 – Mitglied des Beirates des Centrums für Evaluation (CEval) der Universität Saarbrücken, ab 2006 Sprecher).

## Schriften (Auswahl)
- Krise der Rationalität – Dilemma der Soziologie. Zur kritischen Rezeption Max Webers. Stuttgart 1976, ISBN 3-432-88311-0.
- mit Wolfgang U. Prigge: Autorität und Herrschaft. Darmstadt 1977, ISBN 3-534-05838-0.
- mit Rolf Sudek: Einstellungsdifferenzierung, Freizeitverhalten und Weiterbildungsmotivation von Berufsschülern. Eine empirische Untersuchung einer demographischen Teilgruppe. Wiesbaden 1985, OCLC 74728569.
- Soziale Motivation und paradoxe Handlungsfolgen. Opladen 1990, ISBN 3-531-12093-X.